# Patinage artistique aux Jeux olympiques de 1928
Navigation
Chamonix 1924 Lake Placid 1932
Les épreuves de patinage artistique aux Jeux olympiques d'hiver de 1928 se déroulent du 14 au 19 février 1928 à la patinoire olympique de Saint-Moritz en Suisse. 
Les compétitions regroupent douze pays et cinquante-et-un athlètes (vingt-trois hommes et vingt-huit femmes). 
Trois épreuves sont disputées :
- Concours Messieurs (le 14 février pour les figures imposées et le 17 février pour le programme libre).
- Concours Dames (le 16 février pour les figures imposées et le 18 février pour le programme libre)
- Concours Couples (le 19 février)

Pendant la semaine de compétition, le dégel abîme la patinoire olympique, ce qui perturbe les trois épreuves.
Pour la première fois aux jeux olympiques, vingt patineuses participent à la compétition individuelle féminine et plus de dix couples participent à la compétition des couples artistiques. 

## Déroulement des épreuves
Chez les dames, la jeune Norvégienne Sonja Henie s'est imposée facilement.
Dans le concours messieurs, Gillis Grafström et Willy Böckl terminent dans cet ordre après une lutte sévère. Ils sont accompagnés sur la boîte par le jeune belge Robert Van Zeebroeck qui s'impose comme un espoir de grande classe.
Le couple français Andrée Joly et Pierre Brunet, champion du monde en titre, s'impose. Sans prendre de risque pour éviter toute chute, ils sont classés premiers par cinq juges, seconds par trois juges et quatrième par un juge.

## Participants
51 patineurs de 12 nations participent aux Jeux olympiques d'hiver de 1928 : 23 hommes et 28 femmes.
| Pays            | Participants Hommes                               | Participantes Femmes                                                      | Nombre d'hommes | Nombre de femmes | Nombre total |
| --------------- | ------------------------------------------------- | ------------------------------------------------------------------------- | --------------- | ---------------- | ------------ |
| Allemagne       | Paul Franke Ernst Gaste Werner Rittberger         | Margrit Bernhardt Ellen Brockhöft Else Flebbe Ilse Kishauer Elaine Winter | 3               | 5                | 8            |
| Autriche        | Willy Böckl Otto Kaiser Karl Schäfer Ludwig Wrede | Melitta Brunner Fritzi Burger Ilse Hornung Grete Kubitschek Lilly Scholz  | 4               | 5                | 9            |
| Belgique        | Robert van Zeebroeck                              | Josy Van Leberghe                                                         | 1               | 1                | 2            |
| Canada          | Jack Eastwood Montgomery Wilson                   | Cecil Smith Maude Smith Constance Wilson-Samuel                           | 2               | 3                | 5            |
| États-Unis      | Sherwin Badger Nathaniel Niles Roger Turner       | Theresa Blanchard Beatrix Loughran Maribel Vinson                         | 3               | 3                | 6            |
| Finlande        | Walter Jakobsson Marcus Nikkanen                  | Ludowika Jakobsson                                                        | 2               | 1                | 3            |
| France          | Pierre Brunet                                     | Andrée Joly Anita de St. Quentin                                          | 1               | 2                | 3            |
| Norvège         |                                                   | Sonja Henie Edel Randem Karen Simensen                                    | 0               | 3                | 3            |
| Royaume-Uni     | Ian Bowhill Proctor Burman Jack Page              | Kathleen Lovett Ethel Muckelt Kathleen Shaw                               | 3               | 3                | 6            |
| Suède           | Gillis Grafström                                  |                                                                           | 1               | 0                | 1            |
| Suisse          | Louis Barbey                                      | Elvira Barbey                                                             | 1               | 1                | 2            |
| Tchécoslovaquie | Josef Slíva Vojtěch Veselý                        | Libuše Veselá                                                             | 2               | 1                | 3            |
| Total           | Total                                             | Total                                                                     | 23              | 28               | 51           |

## Podiums
| Épreuves                      | Or                         | Argent                     | Bronze                         |
| ----------------------------- | -------------------------- | -------------------------- | ------------------------------ |
| Messieurs résultats détaillés | Gillis Grafström           | Willy Böckl                | Robert Van Zeebroeck           |
| Dames résultats détaillés     | Sonja Henie                | Fritzi Burger              | Beatrix Loughran               |
| Couples résultats détaillés   | Andrée Joly/ Pierre Brunet | Lilly Scholz / Otto Kaiser | Melitta Brunner / Ludwig Wrede |

## Tableau des médailles
| Rang  | Pays       | Médaille d'or, Jeux olympiques | Médaille d'argent, Jeux olympiques | Médaille de bronze, Jeux olympiques | Total |
| 1     | France     | 1                              | 0                                  | 0                                   | 1     |
| 1     | Norvège    | 1                              | 0                                  | 0                                   | 1     |
| 1     | Suède      | 1                              | 0                                  | 0                                   | 1     |
| 4     | Autriche   | 0                              | 3                                  | 1                                   | 4     |
| 5     | Belgique   | 0                              | 0                                  | 1                                   | 1     |
| 5     | États-Unis | 0                              | 0                                  | 1                                   | 1     |
| Total | Total      | 3                              | 3                                  | 3                                   | 9     |

## Détails des compétitions

### Messieurs

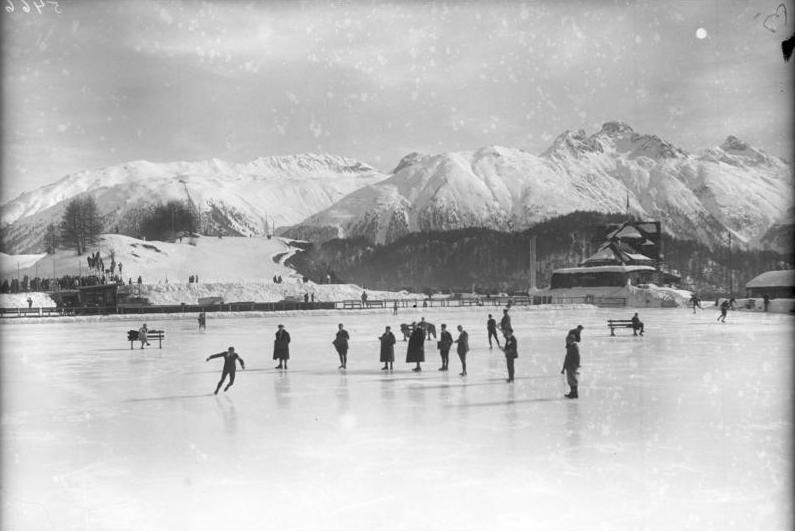
Werner Rittberger réalisant ses figures imposées devant le jury des Jeux olympiques d'hiver de 1928.

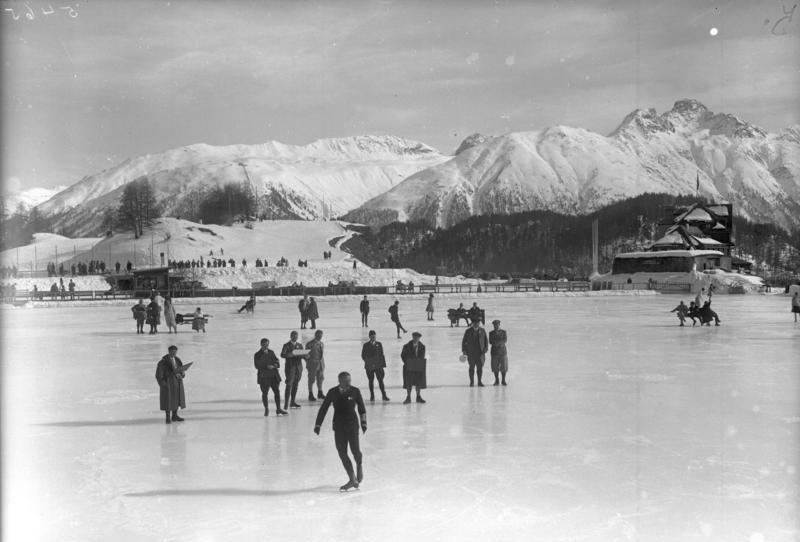
Willy Böckl réalisant ses figures imposées devant le jury des Jeux olympiques d'hiver de 1928.

| Rang    | Nom                  | Nation          | Places | Points  | Fig. impo. | Prog. libre |
| ------- | -------------------- | --------------- | ------ | ------- | ---------- | ----------- |
| 1       | Gillis Grafström     | Suède           | 12.0   | 1630.75 | 1          | 1           |
| 2       | Willy Böckl          | Autriche        | 13.0   | 1625.50 | 2          | 2           |
| 3       | Robert van Zeebroeck | Belgique        | 27.0   | 1542.75 | 3          | 3           |
| 4       | Karl Schäfer         | Autriche        | 35.0   | 1463.75 | 6          | 4           |
| 5       | Josef Slíva          | Tchécoslovaquie | 36.0   | 1469.00 | 5          | 5           |
| 6       | Marcus Nikkanen      | Finlande        | 46.0   | 1480.00 | 4          | 8           |
| 7       | Pierre Brunet        | France          | 50.0   | 1447.75 | 7          | 7           |
| 8       | Ludwig Wrede         | Autriche        | 53.0   | 1368.75 | 10         | 6           |
| 9       | Jack Page            | Royaume-Uni     | 62.0   | 1424.00 | 8          | 11          |
| 10      | Roger Turner         | États-Unis      | 67.0   | 1363.50 | 9          | 12          |
| 11      | Sherwin Badger       | États-Unis      | 73.0   | 1324.00 | 13         | 9           |
| 12      | Paul Franke          | Allemagne       | 76.0   | 1326.00 | 14         | 10          |
| 13      | Montgomery Wilson    | Canada          | 92.0   | 1345.00 | 11         | 16          |
| 14      | Ian Bowhill          | Royaume-Uni     | 101.0  | 1202.25 | 15         | 14          |
| 15      | Nathaniel Niles      | États-Unis      | 103.0  | 1154.25 | 16         | 13          |
| 16      | Jack Eastwood        | Canada          | 106.0  | 1136.25 | 17         | 15          |
| Abandon | Werner Rittberger    | Allemagne       |        |         | 12         |             |

### Dames

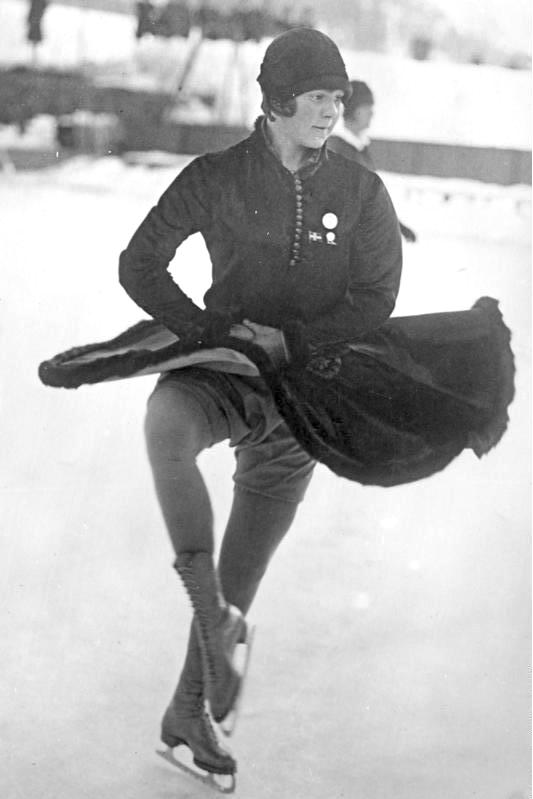
Sonja Henie aux Jeux olympiques d'hiver de 1928.

| Rang | Nom                     | Nation      | Places | Points  | Fig. impo. | Prog. libre |
| ---- | ----------------------- | ----------- | ------ | ------- | ---------- | ----------- |
| 1    | Sonja Henie             | Norvège     | 8.0    | 2452.25 | 1          | 1           |
| 2    | Fritzi Burger           | Autriche    | 25.0   | 2248.50 | 6          | 2           |
| 3    | Beatrix Loughran        | États-Unis  | 28.0   | 2254.52 | 4          | 4           |
| 4    | Maribel Vinson          | États-Unis  | 32.0   | 2224.50 | 3          | 6           |
| 5    | Cecil Smith             | Canada      | 32.0   | 2213.75 | 2          | 8           |
| 6    | Constance Wilson-Samuel | Canada      | 35.0   | 2173.00 | 5          | 5           |
| 7    | Melitta Brunner         | Autriche    | 48.0   | 2087.50 | 7          | 9           |
| 8    | Ilse Hornung            | Autriche    | 54.0   | 2050.75 | 10         | 7           |
| 9    | Ellen Brockhöft         | Allemagne   | 67.0   | 2003.00 | 8          | 10          |
| 10   | Theresa Blanchard       | États-Unis  | 77.0   | 1970.25 | 9          | 13          |
| 11   | Andrée Joly             | France      | 86.0   | 1910.00 | 17         | 3           |
| 12   | Margrit Bernhardt       | Allemagne   | 91.0   | 1890.00 | 14         | 14          |
| 13   | Edel Randem             | Norvège     | 94.0   | 1880.75 | 13         | 15          |
| 14   | Kathleen Shaw           | Royaume-Uni | 95.0   | 1900.00 | 11         | 19          |
| 15   | Else Flebbe             | Allemagne   | 103.0  | 1833.50 | 16         | 12          |
| 16   | Karen Simensen          | Norvège     | 103.0  | 1811.75 | 12         | 18          |
| 17   | Grete Kubitschek        | Autriche    | 110.0  | 1778.50 | 15         | 17          |
| 18   | Elaine Winter           | Allemagne   | 110.0  | 1765.75 | 18         | 11          |
| 19   | Elvira Barbey           | Suisse      | 125.0  | 1648.75 | 19         | 16          |
| 20   | Anita de St. Quentin    | France      | 140.0  | 1114.25 | 20         | 20          |

### Couples

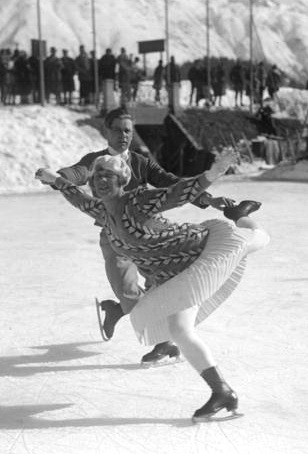
Lilly Scholz et Otto Kaiser aux Jeux olympiques d'hiver de 1928.

| Rang | Nom                                      | Nation          | Places | Points |
| ---- | ---------------------------------------- | --------------- | ------ | ------ |
| 1    | Andrée Joly / Pierre Brunet              | France          | 14.0   | 100.50 |
| 2    | Lilly Scholz / Otto Kaiser               | Autriche        | 17.0   | 99.25  |
| 3    | Melitta Brunner / Ludwig Wrede           | Autriche        | 29.0   | 93.25  |
| 4    | Beatrix Loughran / Sherwin Badger        | États-Unis      | 43.0   | 87.50  |
| 5    | Ludowika Jakobsson / Walter Jakobsson    | Finlande        | 51.0   | 84.00  |
| 6    | Josy Van Leberghe / Robert van Zeebroeck | Belgique        | 54.0   | 83.00  |
| 7    | Ethel Muckelt / Jack Page                | Royaume-Uni     | 61.5   | 79.00  |
| 8    | Ilse Kishauer / Ernst Gaste              | Allemagne       | 63.0   | 75.75  |
| 9    | Theresa Blanchard / Nathaniel Niles      | États-Unis      | 79.5   | 69.00  |
| 10   | Maude Smith / Jack Eastwood              | Canada          | 95.5   | 67.25  |
| 11   | Elvira Barbey / Louis Barbey             | Suisse          | 97.0   | 64.75  |
| 12   | Libuše Veselá / Vojtěch Veselý           | Tchécoslovaquie | 102.0  | 60.00  |
| 13   | Kathleen Lovett / Proctor Burman         | Royaume-Uni     | 110.5  | 57.75  |